# Donšajni
Pour plus de détails, voir Fiche technique et Distribution.
Donšajni est un film tchèque de comédie réalisé par Jiří Menzel et sorti en 2013.
Il est sélectionné pour représenter la République tchèque aux Oscars du cinéma 2014 dans la catégorie meilleur film en langue étrangère. À l'origine, la mini-série Sacrifice d'Agnieszka Holland devait représenter le pays aux Oscars, mais l'AMPAS l'a disqualifié, expliquant que le film ne devait pas apparaître à la télévision avant sa présentation à la cérémonie.

## Fiche technique
- Titre original : Donšajni (litt. « Les Don Juan »)
- Réalisation : Jiří Menzel
- Scénario : Jiří Menzel et Tereza Brdečková
- Photographie : Jaromír Sofr
- Pays d’origine : République tchèque
- Genre : Comédie
- Langue : tchèque
- Durée : 102 minutes
- Dates de sortie :
  -  Canada : 27 août 2013 (Festival international du film de Montréal)
  -  République tchèque : 26 septembre 2013

## Distribution
- Jan Hartl : Vítek
- Libuše Šafránková : Markétka
- Martin Huba : Jakub
- Jiřina Jirásková : Jiřina
- Ivana Chýlková : Adélka
- Jan Jirán : le conducteur
- Václav Kopta : Otto

## Distinctions

### Nominations
- Festival international du film de Montréal 2013